# Kitch Christie
George Moir Christie, detto Kitch (Johannesburg, 31 gennaio 1940 – Pretoria, 22 aprile 1998), è stato un allenatore di rugby a 15 e rugbista a 15 sudafricano, commissario tecnico degli Springbok che vinsero la Coppa del Mondo di rugby 1995 e che compì imbattuto il suo intero mandato alla guida della Nazionale.

## Biografia
Nato in Sudafrica da padre scozzese e madre inglese, Christie crebbe a Edimburgo, nel sobborgo di Leith; lì, nella locale scuola, prese il soprannome di "Kitch", datogli dai compagni di scuola in omaggio a Don Kitchenbrand, prolifico attaccante sudafricano dei Rangers dell'epoca.
Militò nei Pretoria Harlequins nel ruolo di terza linea e, nel 1980, ebbe un breve soggiorno negli Stati Uniti, durante il quale allenò i Chicago Lions.
Nel 1992 fu chiamato a dirigere la selezione provinciale del Transvaal in Currie Cup, capitanata da François Pienaar, e con cui vinse il torneo del 1993 e, a fine 1994, fu invitato dalla federazione sudafricana ad assumere la guida degli Springbok in crisi che dovevano prepararsi alla Coppa del Mondo di rugby 1995.
Il primo incontro che Christie dovette affrontare fu il 6 ottobre 1994 a Port Elizabeth contro l'Argentina, e fu una vittoria, così come una vittoria fu il secondo test match della serie contro i Pumas e, a seguire, i due incontri europei contro Scozia e Galles; in preparazione alla Coppa vinse anche un incontro con Samoa, e nel corso del torneo incontrò e sconfisse in sequenza Australia, Romania e Canada nella fase a gironi, Samoa nei quarti di finale, Francia in semifinale e Nuova Zelanda in finale, dando così al Sudafrica la Coppa del Mondo alla sua prima apparizione assoluta a tale competizione, dopo la fine del bando internazionale imposto al Paese a causa del precedente regime di apartheid.
Pur avendo annunciato le dimissioni alla fine della Coppa del Mondo di rugby 1995, fu convinto a rimanere e guidò anche i due test match celebrativi in Europa contro l'Italia a Roma e l'Inghilterra a Twickenham, dopo di che rese effettive le sue dimissioni.
In 13 mesi alla guida degli Springbok, oltre ad avere vinto il titolo mondiale, Christie compì l'impresa di condurre 14 test match risoltisi in altrettante vittorie, con una media successi del 100 per cento.
Nel 1996 ricoprì la carica di tecnico del Northern Transvaal, ma una ricorrenza di una forma di leucemia che si trascinava dietro da più di 15 anni gli impedì di seguire gli incontri esterni della squadra; nel 1997 fu costretto a ricoverarsi e ricevette l'esonero mentre ancora si trovava sotto cura in clinica.
Il 22 aprile 1998 morì in una clinica a Pretoria a 58 anni.

## Palmarès

### Allenatore
- Coppe del mondo: 1
Sudafrica: 1995
- Currie Cup: 1
Transvaal: 1993